# Pachypanchax varatraza
Pachypanchax varatraza är en fiskart som beskrevs av Paul V. Loiselle 2006. Pachypanchax varatraza ingår i släktet Pachypanchax och familjen Aplocheilidae. Inga underarter finns listade i Catalogue of Life.